# إمبراطورية شونغا
إمبراطورية شونغا، حكمتها سلالة شونغا الهندية القديمة من مملكة ماجادها التي سيطرت على العديد من المناطق في وسط وشرق شبه قارة الهند بين عامي 185 و75 تقريبًا قبل الميلاد. أسس بوشياميترا شونغا هذه السلالة بعد سقوط الإمبراطورية الماورية. كانت باتاليبوترا عاصمة الإمبراطورية، ولكن أقام بعض الأباطرة، مثل بهاجابهادرا، بلاطهم في بيسناغار (أو ما يُعرف اليوم بفيديشا) في شرق مالوا.
حكم بوشياميترا شونغا المملكة لمدة 36 عامًا وخلفه ابنه أجنيميترا، وتوالى على المملكة عشرة حكام من سلالة شونغا. ومع ذلك، سرعان ما تفككت الإمبراطورية بعد وفاة أجنيميترا، ثاني ملك في السلالة: إذ تشير النقوش والعملات المعدنية إلى أن الكثير من المناطق في شمال ووسط الهند تكونت من ممالك ومدن صغيرة مستقلة عن هيمنة سلالة شونغا. اشتهرت السلالة بحروبها العديدة مع كل من القوى الأجنبية والمحلية، إذ حاربوا في منطقة كالينجا، وقاتلوا سلالة ساتافاهانا والمملكة الهندية الإغريقية، وربما مملكة بانتشالا وسلالة ميترا من ماثورا.
ازدهر الفن والتعليم والفلسفة وغيرها من العلوم خلال هذه الفترة، إذ يُنسب إليها نقوش طينية صغيرة ومنحوتات حجرية كبيرة، بالإضافة إلى المعالم المعمارية مثل ستوبا في بهارهوت، وستوبا الشهيرة في سانشي. ساعد حكام الشونغا في ترسيخ تقليد الرعاية الملكية للتعليم والفن. اختلف الخط الذي استعملته الإمبراطورية عن الخط البراهمي، إذ استُعملت اللغة السنسكريتية للكتابة.
لعبت إمبراطورية شونغا دورًا أساسيًا في رعاية الثقافة في الوقت الذي حدثت فيه بعض أهم التطورات في الفكر الهندوسي. أُلفت أطروحة ماهابهاسيا المنسوبة إلى باتانجالي في هذه الفترة، كما تطور الفن أيضًا مع بروز أسلوب ماثورا الفني.
كان ديفابهوتي، الذي يُشاع عنه غرمه بصحبة النساء، آخر أباطرة سلالة شونغا (منذ 83 وحتى 73 قبل الميلاد)، وقد اغتاله وزيره (فاسوديفا كانفا)، لتحل بعد ذلك سلالة كانفاس محل سلالة شونغا نحو عام 73 قبل الميلاد.

## حروب الشونغا

### الأدلة الكتابية والأثرية

#### نقش دهاناديفا- أيوديا
يبدو أن حكم سلالة شونغا امتد إلى منطقة أيوديا في نهاية المطاف، إذ تُعرف نقوش سلالة شونغا حتى أيوديا في شمال وسط الهند؛ وعلى وجه الدقة، يشير نقش دهاناديفا- أيوديا إلى الملك المحلي آنذاك دهاناديفا، الذي ادعى أنه السليل السادس لبوشياميترا شونغا. بين النقش أيضًا أن بوشياميترا قدم طقسي أشفاميدها (والتي تعني تضحيات النصر) في أيوديا.

#### نقش يافاناراجيا
يبدو أن الإغريق حافظوا على سيطرتهم على ماثورا، إذ يشير نقش يافاناراجيا، المعروف أيضًا باسم «نقش ماجيرا»، المكتشف في ماثورا، إلى سيطرة المملكة الهندية الإغريقية على ماثورا خلال القرن الأول قبل الميلاد. يُعتبر النقش مهمًا لأنه يبين أن تاريخ نقشه هو «اليوم الأخير من عام 116 لهيمنة يافانا (يافاناراجيا)». يُعتقد أن هذا النقش يشهد على سيطرة المملكة الهندية الإغريقية في القرنين الثاني والأول قبل الميلاد على ماثورا، وهي حقيقة أكدتها أيضًا الأدلة النقدية والأدبية. علاوةً على ذلك، لا يبدو أن سلالة شونغا قد حكمت ماثورا أو سوراسينا، إذ لم يُعثر على عملات أو نقوش خاصة بها هناك.
يبين كتاب أنوشاسانا بيرفا من مهابهاراتا أن مدينة ماثورا كانت تحت السيطرة المشتركة لسلالتي يافانا وكامبوجا. ولكن يبدو أن مدينة ماثورا قد تحررت من تلك السيطرة لاحقًا، ومن الممكن أن تكون سلالة شونغا هي من حررتها، كما من المحتمل أن السلالات الحاكمة المحلية الأخرى مثل سلالة داتا أو سلالة ميترا قد حررتها، ولكن على الأرجح أن الهنود السكثيون من سلالات الساترابات الشمالية بقيادة ساتراب راجوفولا هم من حققوا ذلك. نقش الأرجوناياناويون والياودهياويون انتصاراتهم العسكرية في منطقة ماثورا على عملاتهم المعدنية («انتصار الأرجوناياناويون»، و«انتصار الياودهياويون»)، كما بدأت مملكة تريغارات وقبائل أودومباراس ومملكة كونيندا في صك عملاتهم المعدنية خلال القرن الأول قبل الميلاد، ما يؤكد استقلالهم عن المملكة الهندية الإغريقية، على الرغم من أنهم استمدوا نمط عملاتهم المعدنية منها.

#### عمود هيليودوروس
على الرغم من عدم وجود أدلة وافرة، إلا أنه يبدو أن المملكتين قد أقامتا علاقات دبلوماسية طبيعية في العهود اللاحقة لحكام كل منهما. يبدو أن المملكة الهندية الإغريقة ومملكة شونغا قد أقامتا صلحًا وتبادلا البعثات الدبلوماسية نحو عام 110 قبل الميلاد، كما هو موضح على عمود هيليودوروس، الذي نُقش عليه بما معناه إرسال سفير يوناني يدعى هيليودوروس، من بلاط الملك الهندي اليوناني أنتيالسيداس، إلى بلاط إمبراطور شونغا بهاجابهادرا في فيديشا في وسط الهند.

## الفن
اختلف أسلوب فن سلالة شونغا إلى حد ما عن الفن المورياني الإمبراطوري، والذي تأثر بالفن الفارسي. تظهر في كلا الأسلوبين عناصر مستمدة من الفن الشعبي وعبادات الإلهة الأم في الفن الشعبي، ولكنها أُنتجت بمهارة أكبر وفي أشكال أكثر ضخامة. وهكذا نُظر إلى أسلوب شونغا الفني على أنه «هندي أكثر» وغالبًا ما يوصف بأنه أكثر أصالة.